# Безводне (Староустинська сільрада)
Безводне (рос. Безводное) — присілок в Воскресенському районі Нижньогородської області Російської Федерації.
Населення становить 27 осіб. Входить до складу муніципального утворення Староустинська сільрада.

## Історія
Від 2009 року входить до складу муніципального утворення Староустинська сільрада.

## Населення
| 1999 | 2002 | 2010 |
| ---- | ---- | ---- |
| 186  | ↘44  | ↘27  |